# Raión de Meshchovsk
El raión de Meshchovsk (ruso: Мещо́вский райо́н) es un distrito administrativo y municipal (raión) ruso perteneciente a la óblast de Kaluga. Se ubica en el centro de la óblast. Su capital es Meshchovsk.
En 2021, el raión tenía una población de 11 529 habitantes.
El principal curso de agua del raión es el río Seriona, afluente del río Zhizdra.
Antes de la creación de la actual óblast de Kaluga en 1944, el raión de Meshchovsk formaba parte de la óblast de Smolensk.

## Subdivisiones
Comprende la ciudad de Meshchovsk (la capital) y cuatro asentamientos rurales, estos últimos con sede en los pueblos de Gávriki y Serpeisk, el poblado ferroviario de Kúdrinskaya y la aldea de Molodiozhni. Estas cinco entidades locales suman un total de 169 localidades.